# Urosphena pallidipes
El cetia paticlaro (Urosphena pallidipes) es una especie de ave paseriforme de la familia Cettiidae propia de las montañas del sur de Asia. Se encuentra desde la región del Himalaya hasta las montañas del sudeste asiático y sur de China, además de las islas Andamán.

## Taxonomía
La especie fue descrita científicamente por William Thomas Blanford en 1872. Anteriormente se clasificaba en el género Cettia. Se reconocen tres subespecies:
- U. p. pallidipes - se extiende por el Himalaya hasta el norte de Birmania;
- U. p. laurentei - habita en el sur de China y el norte del sudeste asiático;
- U. p. osmastoni - ocupa las islas Andamán.

## Comportamiento
El cetia paticlaro es estremadamente tímido lo que lo hace muy difícil de observar incluso en la época de cría. Esta especie se reproduce de mayo a julio. Generalmente se encuentra en solitario o en parejas en los arbustos y matas de hierba. Prefiere estar cerca del suelo por lo que suele volar a menos de un metro de altura. Se desplaza entre la hierba permaneciendo oculto y se alimenta en las partes bajas de su hábitat. El cetia paticlaro tiene un canto alto, por lo que es más fácil oírlo que verlo. En invieron suele permanecer en silencio, pero en primavera es fácil escuchar su canto explosivo.

## Hábitat
El cetia paticlaro generalmente se asocia a los herbazales de Themeda. Su hábitat y sus límites altitudinales varían ligeramente dependiendo de los lugares. Por ejemplo, en Tailandia, su hábitat se encuentra en los herbazales y zonas de matorral hasta los 1800 m s. n. m., en cambio en China su hábitat son los bosques hasta los 1525 m s. n. m.